# Tyrolean Airways
Tyrolean Airways, oficialmente Tyrolean Airways Tiroler Luftfahrt GmbH, foi uma empresa aérea austríaca sediada em Innsbruck com o seu hub no  Aeroporto Internacional de Viena com a sua base no Aeroporto de Innsbruck. Era propriedade do Grupo Lufthansa e era afiliado ao Star Alliance juntamente com sua empresa-mãe Austrian Airlines.
Tyrolean operou voos regionais sob a marca de Austrian Arrows em nome da Austrian Airlines de 2003 até julho de 2012, quando quase todos os funcionários e a frota da Austrian Airlines foram transferidos para lá, após um conflito trabalhista. Na sequência de um novo acordo de trabalho, Tyrolean foi fundido na Austrian Airlines e dissolvido como uma empresa em 31 de março de 2015.

## Frota

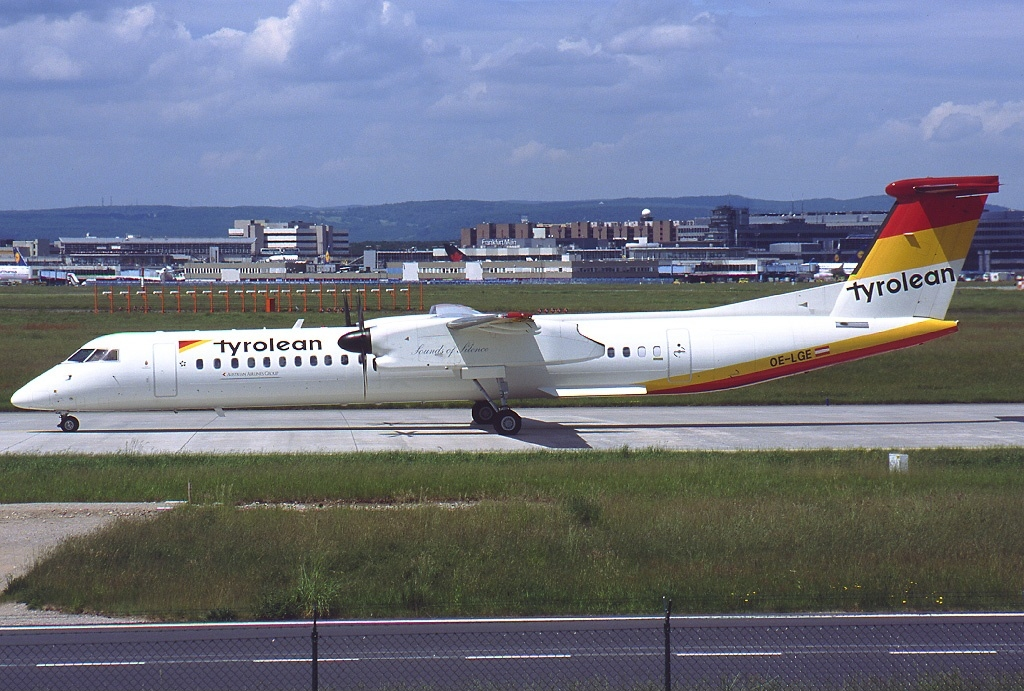
Dash 8 Austrian Arrows

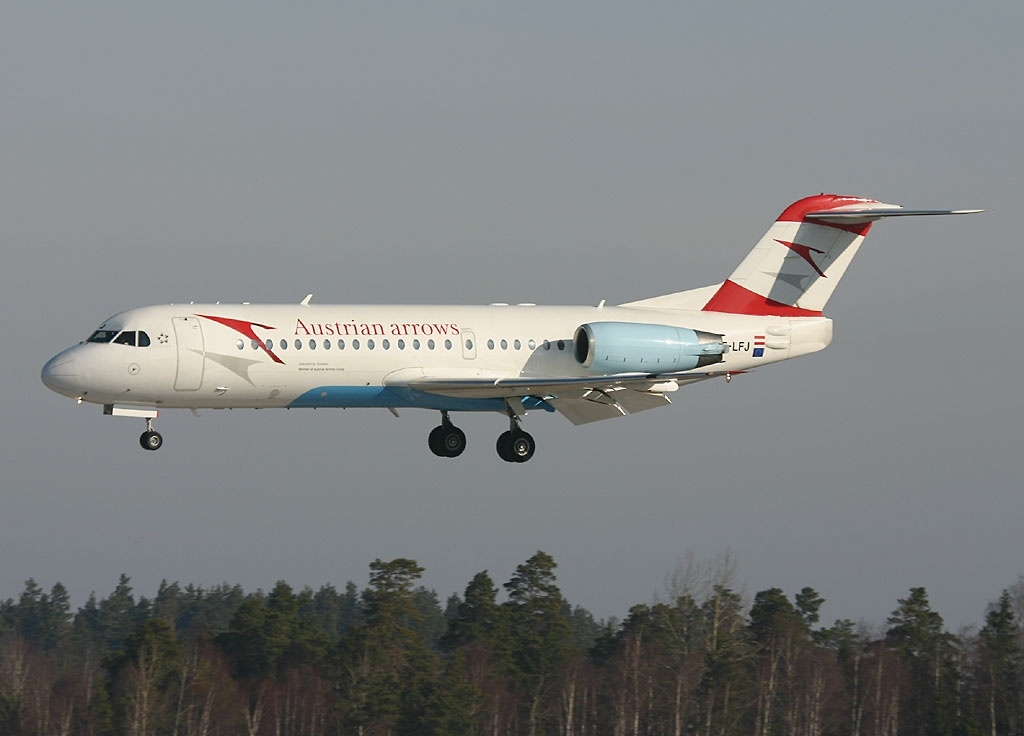
Fokker 70 Austrian Arrows

- 7 Airbus A319-100
- 16 Airbus A320-200
- 3 Airbus A321-100
- 3 Airbus A321-200
- 6 Boeing 767-300ER
- 5 Boeing 777-200ER
- 18 Bombardier Dash 8 Q400
- 6 Fokker 70
- 15 Fokker 100